# Жовтнева криза (Квебек)
52° пн. ш. 72° зх. д. / 52° пн. ш. 72° зх. д.

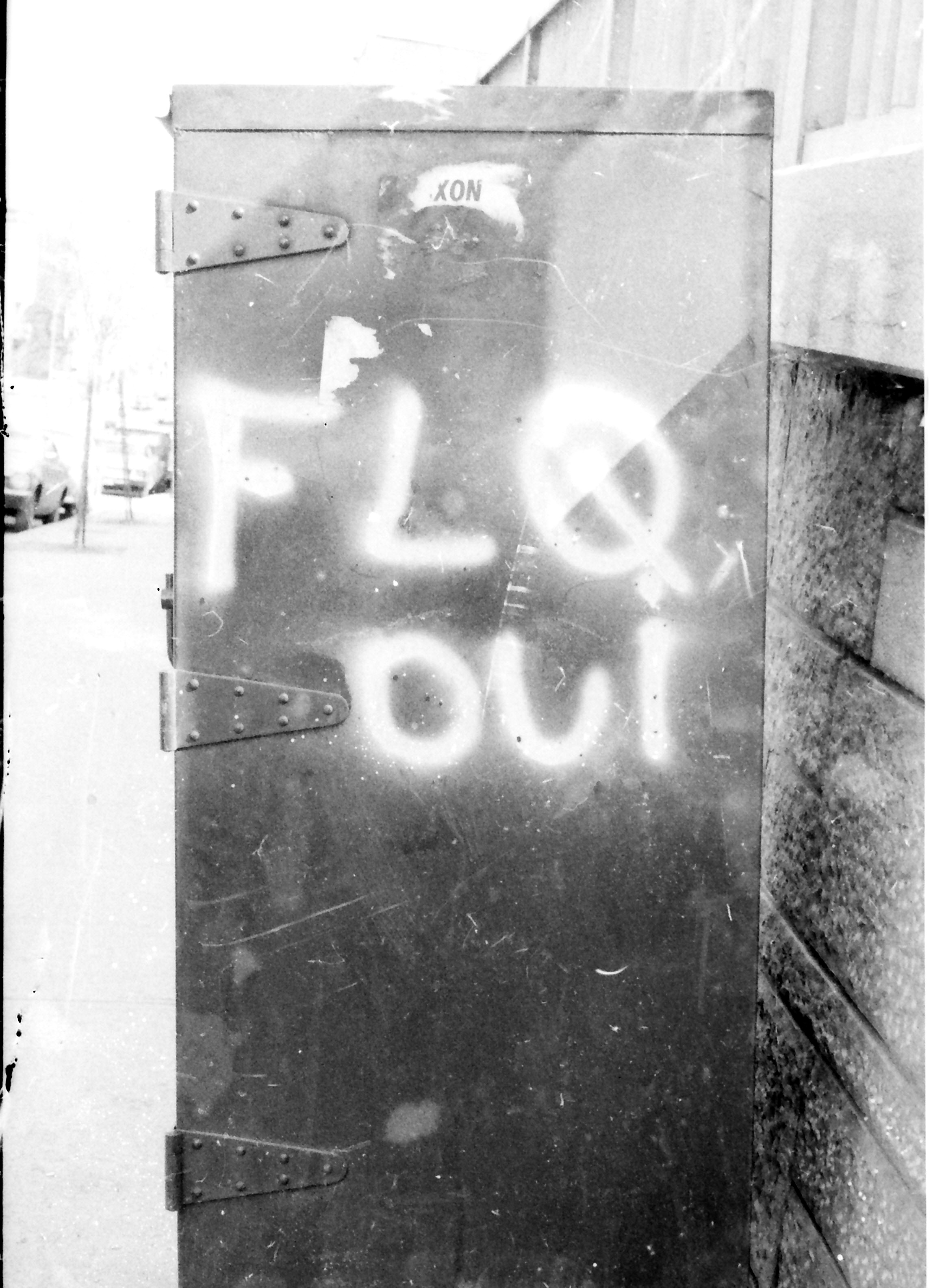
Поштова скринька в Монреалі з графіті FLQ oui («ФВК так»), липень 1971. ФВК систематично підривав поштові скриньки, на яких традиційно зображувався герб Канади

Жовтнева криза (фр. Crise d'Octobre, англ. October Crisis) — події, пов'язані з викраденням і вбивством 1970 року віце-прем'єра й міністра праці Квебеку П'єра Лапорта бойовиками Фронту визволення Квебеку.

## Передумови
Ліворадикальна підпільна організація Фронт визволення Квебеку (ФВК) виникла у Квебеці 1963 року. ФВК ставила собі завдання вести боротьбу проти «англо-саксонського імперіалізму» за створення незалежної квебекської держави та припускала застосування будь-яких необхідних для цього засобів, у тому числі й насильницьких. За 7 років свого існування (1963—1970) бойовики ФВК здійснили близько 200 злочинів, у тому числі вбивства, пограбування й вибухи бомб.
Серед факторів, що сприяли створенню, діяльності та навіть (на деяких етапах) популярності ФВК, є такі:
- активний пошук національної самоідентифікації франкоканадської більшості Квебеку в 1960-их роках (одна зі складових частин так званої «Тихої революції»);
- зростання невдоволення в квебекському суспільстві у зв'язку зі зростанням безробіття в провінції;
- успіхи таких колоніальних країн як Алжир, В'єтнам і Куба в боротьбі за незалежність.

## Перебіг подій
5 жовтня 1970 року бойовики з ланки ФВК під назвою «Ліберасьйон» викрали 49-річного Джеймса Кросса, торгового представника Великої Британії в Монреалі. Вимоги викрадачів, викладені в серії публічних послань, включали звільнення 23 засуджених чи затриманих членів ФВК, викуп у розмірі 0,5 млн доларів, а також трансляцію маніфесту ФВК в засобах масової інформації. Маніфест, що містив різку критику влади, був прочитаний на «Радіо Канада», й 10 жовтня міністр юстиції Квебеку запропонував викрадачам можливість безперешкодно сховатись за кордоном в обмін на звільнення заручника. Однак, того ж дня інша ланка ФВК («Шеньє») викрала віце-прем'єра й міністра праці Квебеку, 49-річного П'єра Лапорта. 11 жовтня прем'єр-міністр Квебеку Робер Бурасса отримав листа П'єра Лапорта, в якому той благав урятувати його життя. 12 жовтня до Оттави було введено збройні сили.
15 жовтня Робер Бурасса і мер Монреаля Жан Драпо запитали підтримку збройних сил у допомогу місцевій поліції. Того ж дня в Монреалі відбувся трьохтисячний мітинг на підтримку ФВК. 16 жовтня, у відповідь на запит влади Квебеку, кабінет міністрів Канади під керівництвом прем'єр-міністра П'єра Трюдо віддав вказівку генерал-губернатору Канади Роланду Міченеру ввести в дію Положення про військові заходи. Відповідно до того Положення ФВК було оголошено поза законом, звичайні громадянські права і свободи було скасовано, а замість того допускались обшуки й арешти без ордеру, тривалі (до 21 доби) затримання без висунення звинувачень і без права на консультацію адвоката. У Квебеці було затримано понад 450 осіб, більшість з яких згодом були звільнені без висунення звинувачень. Серед затриманих були відомі діячі культури й мистецтва (поети Гастон Мірон, Жеральд Годен, співачка Полін Жюльєн та інші). Так, вперше в канадській історії Положення про військові заходи було застосовано в мирний час.
17 жовтня тіло П'єра Лапорта зі слідами удушення було знайдено в багажнику автомобіля неподалік від аеропорту Сен-Юбер. Перше за останні 102 роки політичне вбивство в Канаді шокувало населення Квебеку, в результаті чого число прибічників ФВК різко зменшилось.
На початку грудня 1970 року поліція викрила ланку «Ліберасьйон», яка утримувала Джеймса Кросса, й домовилась про його звільнення в обмін на «вільний коридор» на Кубу для викрадачів і кількох родичів. 4 грудня Джеймса Кросса було звільнено, він провів в ув'язненні 62 дні. За чотири тижні було викрито ланку «Шеньє», членів якої в подальшому було притягнуто до кримінальної відповідальності за викрадення та вбивство. 23 грудня Трюдо оголосив, що війська з Квебеку будуть виведені до 5 січня 1971 року.
У грудні 1970 року Положення про військові заходи поступилось місцем Положенню про суспільний порядок (тимчасові заходи), термін дії якого було вичерпано 30 квітня 1971 року.

## Оцінка подій
Реакція федерального уряду на викрадення викликала неоднозначну оцінку в канадському суспільстві. Відповідно до опитувань суспільної думки, переважна більшість канадців підтримувала дії кабінету, втім квебекські націоналісти, а також захисники громадянських свобод у всій країні засудили такі дії як надмірні й такі, що створюють небезпечний прецедент ліквідації громадянських свобод. З критикою уряду виступили такі відомі політичні діячі як Рене Левек, Роберт Стенфілд, Томмі Дуглас. Так чи інакше, жовтневі події 1970 року стимулювали в суспільстві підтримку ненасильницьких методів у боротьбі за незалежність Квебеку та сприяли розвитку політичних методів досягнення більшої автономії й незалежності. Це яскраво виявилось у масовій підтримці Квебекської партії, яка, здобувши перемогу на виборах 1976 року, сформувала коаліційний уряд.